# Gëzim Rudi
Gëzim Rudi (ur. 28 marca 1961 w Tiranie) – albański aktor teatralny i filmowy.

## Życiorys
W 1985 ukończył studia aktorskie w Instytucie Sztuk w Tiranie. Po ukończeniu studiów pracował w Teatrze Ludowym (alb. Teatri Popullor).
Na dużym ekranie zadebiutował w 1984 epizodyczną rolą w filmie I paharruari. Zagrał w 10 filmach fabularnych.

## Filmografia
- 1984: I paharruari
- 1985: Hijet që mbeten pas jako Arben
- 1985: Të mos heshtësh jako Luli
- 1986: Të shoh në sy jako przyjaciel Gjergjego
- 1988: Hetimi vazhdon jako Astrit
- 1989: Muri i gjalle jako Kledi
- 1991: Bardhe e zi jako Gaqo
- 1993: E diela e fundit
- 1994: Nje dite nga nje jete
- 2001: Tirana, viti 0 jako Titi
- 2002: Njerëz dhe Fate
- 2017: You Can Call Me John